# Ahasverus Fritsch
Pour les articles homonymes, voir Fritsch.
Ahasverus Fritsch est un poète, un compositeur et un avocat allemand né à Mücheln dans l'actuel Land de Saxe-Anhalt le 16 décembre 1629 et mort le 24 août 1701  à Rudolstadt, dans le comté de Schwarzbourg-Rudolstadt.

## Biographie
Il était le fils du maire de Mücheln. En 1631, la famille doit fuir la ville incendiée. Fritsch est élève au lycée de Halle et s'inscrit en 1650 à la faculté de droit de Iéna d'où il sort diplômé en 1661. En 1657, il est engagé par le comte Albert Hofmeister Anton de Schwarzbourg-Rudolstadt. Dans sa carrière d'avocat, il a été greffier de la Cour en 1665, et chancelier de Schwarzburg-Rudolstadt en 1687. Ahasverus Fritsch est l'un des premiers juristes à mettre le peuple en garde contre le pouvoir de la presse. Outre des publications juridiques, il est l'auteur de nombreux hymnes religieux et Johann Sebastian Bach puisa dans ce corpus pour deux cantates, les BWV 57 et 123, deux chorals, les BWV 398 et 399 ainsi qu'un air spirituel, le BWV 485.

## Œuvre
- De mendicantibus validis, Jena 1659
- 121 neue himmelsüsse Jesuslieder, 1668
- Tractatus Nomico-Politicus [...] Von Zünft- und Jnnungs-Recht, Müller, Freyschmidt, Naumburg u. Rudolstadt 1669.
- Schöne Himmelslieder, 1670
- Tractatus De Typographis, Bibliopolis, Chartariis, Et Bibliopegis. Hamburgi, 1675 Online-Ausgabe der Sächsischen Landesbibliothek - Staats- und Universitätsbibliothek Dresden.
- Discursus de novellarum ... usu et abusu, 1676 ; dt. u.d.T, Gebrauch und Missbrauch der Zeitungen, in : Die ältesten Schriften für und wider die Zeitungen, hg. K. Kurth, 1944
- Liebster Immanuel, Herzog der Frommen, 1679
- Was gehet es dich an?, Emmrich, Regensburg, 1686
- Opuscula juris publici & privati, Nuremberg, 1690
- Tabulae pacis inter imperatorum Romanum, Leopoldum Magnum, et imperii Germanici Status, ab una, et Ludovicum XIV, Galliarum regno, ab altera parte [...], Francfort et Leipzig: Gottfried Liebezeit, 1699
- Gesammelte Werke, hg. M. H. Griebner, 2 vol, 1731-1732